# Saltfjärden
Saltfjärden, sankmark i Kyrkslätts kommun, Nyland. För ca. 100 år sedan var den en stor fjärd, men nu har den vuxit igen. Under år 2007 byggdes ett fågeltorn, som är välbesökt. Flera områden av Saltfjärden är naturskyddsområden och Natura 2000 område. Till Saltfjärden kommer man mellan Porkala och Obbnäs udd och under Vårnäs bro. Efter bron är det lite på 1 sjömil kvar.